# 양산중학교 (광주)
양산중학교(陽山中學校)는 대한민국 광주광역시 북구 양산동에 있는 공립 중학교이다.

## 학교 연혁
- 1994년 3월 20일 : 본촌중학교 설립인가 (남여공학 30학급)
- 1995년 3월 6일 : 개교 및 입학식(남·여 381명), 서림초교에서
- 1995년 9월 30일 : 신축교사로 이전
- 1996년 3월 1일 : 양산중학교로 교명 변경
- 2023년 3월 1일 : 제13대 이선란 교장 취임
- 2025년 1월 9일 : 제28회 졸업식(총 졸업생수 8,053명)
- 2025년 3월 4일 : 입학(남·여 182명)

## 참고 자료
- 양산중학교 - 한국교육학술정보원 학교알리미